# Rafael Addiego Bruno
Rafael José Addiego Bruno (* 23. Februar 1923 im Departamento Salto; † 21. Februar 2014) war ein uruguayischer Politiker und Jurist. 1985 war er 17 Tage lang Interimspräsident von Uruguay.
Addiego Bruno wurde als Sohn des italienischstämmigen Nicolás Addiego und der Italienerin Carmela Bruno geboren. Er veröffentlichte 1946 eine geschichtliche Forschungsarbeit mit dem Titel "Historia de la Influencia Británica en el Río de la Plata". Addiego Bruno schloss seine juristische Ausbildung am 1. Juli 1950 mit dem Erwerb des Rechtsanwaltstitels ab. Er wirkte sodann als Richter, Minister am Berufungsgericht und als Mitglied des Obersten Gerichtshofs Uruguays (Suprema Corte de Justicia). Zudem war er von 1954 bis 1964 Universitätsdozent für Prozessrecht an der rechtswissenschaftlichen Fakultät der Universidad de la República. Am Obersten Gerichtshof übte er ab dem 1. Februar 1985 auch die Funktion des Präsidenten aus und wurde in der Endphase der zivil-militärischen Diktatur nach dem Rücktritt von Gregorio Álvarez mit breiter Unterstützung der vier großen uruguayischen Parteien und der Streitkräfte am 12. Februar 1985 gemäß Artikel 156 der uruguayischen Verfassung  übergangsweise Präsident des Landes. In seiner kurzen Amtszeit ernannte er zwei Minister und den Generalsekretär des Präsidenten. Addiego Bruno hatte das Amt bis zum 1. März 1985 inne und wurde sodann von dem in den Wahlen vom 25. November 1984 gewählten Julio María Sanguinetti als Präsident abgelöst. In der Folgezeit war er bis 1993 erneut Vorsitzender des Obersten Gerichtshofs. Überdies wirkte Addiego Bruno auch als Vorsitzender der uruguayischen Richtervereinigung ("Asociación de Magistrados").
2003 war Addiego Bruno „Friedensbotschafter“ („Ambassador of Peace“) der von Sun Myung Moon gegründeten Interreligious and International Federation for World Peace (IFFWP, in Deutschland IFFWF).